# Адольф Фредерик, герцог Кембриджский
Принц Адольф Фредерик (англ. Adolphus Frederick; 24 февраля 1774, Лондон — 8 июля 1850, Лондон) — британский военный и государственный деятель, герцог Кембриджский с 24 ноября 1801 года, фельдмаршал с 26 ноября 1813 года, младший сын английского короля Георга III.

## Биография
Посещал Гёттингенский университет. Во время нидерландского похода 1793 года в битве при Гондсхоте принц Адольф был взят в плен, но вскоре его обменяли.
В 1801 году принц Адольф, которому 24 ноября были присвоены титулы герцога Кембриджского, графа Типперери и барона Каллодена, был послан в Берлин, чтобы противодействовать принятому там решению занять курфюршество Ганновер, но эта миссия не увенчалась успехом. Столь же безуспешна была попытка поставить Кембриджа во главе вооружённых сил Ганновера (1803 год), и Кембридж избег необходимости капитулировать только благодаря тому, что передал начальство генералу И. Л. фон Вальмодену.
После возвращения Ганновера Георгу III и возведения его на престол вновь созданного королевства Ганновер в 1815 году, Кембридж получил пост военного губернатора Ганновера с 4 ноября 1813 года, который он занимал до 24 октября 1816 года, с 24 октября 1816 года по 20 июня 1831 года был генерал-губернатором Ганновера, а с 22 февраля 1831 года — вице-королём Ганновера. При нём в 1819 году была пересмотрена старая дворянская конституция, а в 1833 году введена новая конституция, дарованная Вильгельмом IV.
26 августа 1833 года был награждён орденом Св. Андрея Первозванного.
После смерти Вильгельма IV Ганновер в 1837 году перешёл к старшему брату Кембриджа — Эрнсту-Августу, вследствие чего Адольф Фредерик вернулся в Англию, где основал много благотворительных учреждений.

## Семья
С 1818 года женат на Августе Гессен-Кассельской (1797—1889). Дети:
- Георг (1819—1904), герцог Кембриджский, также британский военачальник, более успешный, чем отец.
- Августа (1822—1916).
- Мария (1833—1897), замужем за Францем, герцогом Текским, от этого брака родились британская королева Мария Текская, жена Георга V, и герцог Адольф Текский, названный в честь деда, а в 1917 году получивший от Георга V фамилию Кембридж и титул маркиза Кембриджского.